# Vervisca cubana
Vervisca cubana är en tvåvingeart som beskrevs av Guilherme A.M.Lopes 1990. Vervisca cubana ingår i släktet Vervisca och familjen köttflugor.
Artens utbredningsområde är Kuba. Inga underarter finns listade i Catalogue of Life.